# IV. Harald norvég király
IV. Harald Magnusson vagy Harald, Krisztus szolgája (1094 – 1136. december 14.) norvég király 1130-tól haláláig.
Állítólag III. Magnus fiaként született Írországban. Hogy ezt bebizonyítsa, tűzpróbán kellett részt vennie. Kilenc, fehéren izzóra tüzesített ekevason kellett végiglépkednie, azután bekötözött lábbal ágyba feküdni, mígnem harmadnapra két püspök is megvizsgálta és semmiféle sebet nem talált a lábán. Erre kikiáltották IV. Magnus uralkodótársává, aki viszont elűzte és Haraldnak dán segítséggel kellett visszaszereznie jogos királyságát. Ám nem sokkal később eltávolította Magnust a trónról és egyedül kezdett uralkodni, a stavangeri püspököt pedig – aki a király kincseit, köztük a Szent Keresztről való forgácsot ellopta – felakasztatta. Harald ellen nemsokára viszont egy Sigurd Slembi nevezetű ember lázadt fel, akit a király elfogatott és csónakon börtön felé szállíttatta, azonban az a tengerbe ugorva elmenekült. Csakhamar bosszút is állt elszenvedett sérelmeiért: 1136 decemberében Harald Bergenben lévő szállásán Sigurd meggyilkolta az ittasan fekvő királyt. De nem követhette a trónon, mert azt Harald fiai, Inge, Sigurd és Eystein kapták meg.

## Gyermekei
- Harald 1134-ben Ingridet, a svéd Ragnvald király leányát vette feleségül, aki három gyermeket szült férjének:
  - Margit ∞ Jon Halkelsson
  - Mária ∞ Simon Skalp Halkelsson, Jon Halkelsson fivére
  - I. Inge (1135 – 1161. február 3.)
- Ezenkívül Haraldnak még két törvénytelen gyermekét ismerjük:
  - Eystein (1125 – 1157. augusztus 21.)
  - Sigurd (1133 – 1155. február 6.)